# Tem (Königin)
Tem war Gemahlin des altägyptischen Königs (Pharao) der 11. Dynastie Mentuhotep II. und Mutter seines Nachfolgers Mentuhotep III.
Tem gilt unter den sieben bekannten Frauen Mentuhoteps II. als seine Hauptgemahlin. Sie ist lediglich aus ihrem Grab (Naville 15) in Deir el-Bahari, im Totentempel des Mentuhotep II., bekannt. Zudem ist sie noch auf einem Bruchstück einer Opferplatte für ihren Totenkult aus demselben Tempel belegt.
Im Grab, genauer gesagt auf ihrem Sarkophag, und auf der Opferplatte trägt sie zahlreiche Titel, darunter den einer Königsgemahlin (Hemet-nisut) und Königsmutter (Mut-nesut), auch in einer neuen – auch später nur selten gebrauchten – Form als „Mutter des Königs von Ober- und Unterägypten“ und „Gemahlin des Königs von Ober- und Unterägypten“. Die heute nicht mehr vorhandene Inschrift des Sarkophages belegt, dass Tem ihren Gemahl überlebte und von ihrem Sohn bestattet wurde.
Das Grab wurde bereits 1859 entdeckt (Ausgrabung im Auftrag von Lord Dufferin) und später (das letzte Mal 1968 im Auftrag des DAI) noch mehrfach untersucht. Heute dient das Grab als Magazin, der Grabeingang ist unzugänglich, da verschüttet.